# لوله گرمایی حلقوی
لوله گرمایی حلقوی (LHP) (به انگلیسی: Loop heat pipe) یک دستگاه انتقال حرارت دو فازی است که با استفاده از اثر مویینگی گرما را از منبع خارج کرده و به کندانسور یا رادیاتور منتقل می‌کند. LHPها مشابه لوله‌های گرمایی هستند اما مزیت ضریب اطمینان بیشتر در فواصل طولانی و قابلیت کار کردن در برابر جاذبه را دارند. این مبدل‌های حرارتی می‌توانند بار حرارتی زیادی را با اختلاف دما کمی در فواصل طولانی منتقل کنند.اهمیت استفاده از نوع حلقوی در این است که از آن‌ها می‌توان در فواصل طولانی بدون توجه به موقعیت قرارگیری و با انواع بارهای حرارتی با راندمان حرارتی بسیار بالا (بالاتر از ۹۵ درصد) استفاده نموده و کنترل دمایی بسیار دقیقی را از آن‌ها انتظار داشت.
به وجود آمدن LHPها پاسخی به تقاضای بسیار زیاد در تکنولوژی فضایی برای تجهیزات انتقال حرارت راندمان بالا با تمامی مزایای لوله‌های گرمایی ساده بود اما با حساسیت بسیار کمتر در مورد تغییر جهت نصب یا موقعیت قرارگیری این نوع لوله گرمایی.

## لوله گرمایی
مبدل‌های گرمایی نقش انکار ناپذیری در بازیافت انواع حامل‌های انرژی (خاصه از نوع حرارتی) دارند. افزایش راندمان اینگونه تجهیزات مخصوصاً با استفاده از انواع لوله‌های گرمایی با توجه به راندمان بسیار بالای حرارتی مورد توجه قرار دارد و استفاده از آن‌ها در صنایع گوناگون دیرزمانی است که آغاز گردیده‌است. لوله گرمایی وسیله ساده‌ای است که بلافاصله گرما را از یک نقطه به نقطه دیگر منتقل می‌کند. از آنجاییکه این لوله‌ها در حالت عادی دارای ظرفیت انتقال گرمایی بالایی هستند و میزان اتلاف گرما تقریباً صفر است اغلب به عنوان یک مافوق هادی (ابر رسانا) نیز شناخته می‌شوند.
لوله‌های گرمایی دارای اشکالاتی از قبیل انتقال حرارت در فواصل کم و وابستگی زیاد به نوع قرارگیری می‌باشند و همچنین دارای افت‌هایی مانند افت فشار در بخش متخلخل، افت هم تماسی(Entrainment Loss) به دلیل اختلاط ویسکوزی(Viscous Interaction) بین فازهای مایع و بخار در صورت افزایش طول لوله گرمایی، عملکرد آن‌ها به شکل بسیار بدی تحت تأثیر این افت‌ها قرار خواهد گرفت. همین‌طور اگر ار نظر جهت قرارگیری به‌طور معکوس قرار گیرند (اواپراتور بالای کندانسور باشد) عملکرد آن بسیار افت نموده و افت فشار بر اثر نیروی انتقالی جرم بر خلاف نیروی جاذبه نیز به افت‌های قبلی اضافه خواهد شد.
لوله‌های گرمایی حلقوی دارای اصول اصلی ذیل می‌باشند:
- استفاده از فتیله‌هایی با حفره‌های ریز
- بیشترین کاهش در طول حرکت مایع در فتیله
- ایجاد یک مبدل حرارتی مؤثر در حین تبخیر و میعان سیال عامل
- کاهش بیشینه در افت فشار مربوط به بخش انتقالی (آدیاباتیک)

## تاریخچه
اولین نوع LHP در دانشگاه فنی اورال در روسیه در سال ۱۹۷۱ توسط گراسیموف (Jury F. Grasi mov) و یوری میدانیک (Jury F. Grasi mov) ایجاد و تست گردید. آنگاه در سال ۱۹۷۹ توسط همین افراد به همراه والری کیسف (Valery M. Kiseev) به صورت یک پتنت درآمد. همچنین این پتنت در سال ۱۹۸۲ در ایالت متحده به ثبت رسید.

## کاربردها
اولین کاربردهای آن در صنعت فضایی روسیه در سال ۱۹۸۹ اتفاق افتاد. هم‌اکنون از لوله‌های گرمایی حلقوی، در صنایع فضایی از جمله گرانات (Granat) روسیه، فضاپیمای اوبزور (Obzor)، ماهواره‌های ارتباطی HS 702 بوئینگ، ماهواره زیست شناختی FY-1C چین و ماهواره ICE ناسا استفاده می‌شود. در ناسا از لوله‌های گرمایی حلقوی برای اولین بار در سال ۱۹۹۷ در شاتل‌های فضایی STS-83 و STS-94 استفاده گردید. این نوع لوله گرمایی، اجزای مهم سیستم‌های سرمایش قطعات الکترونیکی می‌باشند. برخی از مهم‌ترین کاربردهای این نوع لوله‌های گرمایی که توسط میدانیک(۱۹۹۳) اعلام گردیده‌اند عبارت اند از:
- برنامه ایستگاه فضایی (پلتفرم‌های پرواز آزاد)
- ماهواره‌های پیشرفته ارتباطی
- فضاپیماهای با توان بالا
- سیستم‌های سرمایش الکترونیکی[۶]

## اجزا
یک لوله گرمایی حلقوی، عموماً شامل یک اواپراتور (Evaporator)، یک کندانسور (Condenser)، یک مخزن جبرانی (ذخیره) (Compensation Chamber) و لوله‌های صاف (Tubes) به منظور انتقال سیال می‌باشد. به‌طور کلی این نوع سیستم‌های انتقال حرارت به صورت تک فاز یا دو فاز می‌باشند که در نوع تک فاز سیال در کل سیکل به صورت مایع یا گاز می‌باشد در حالیکه در نوع دو فاز سیال بین مایع و بخار تبدیل می‌شود. مهم‌ترین عامل در حرکت سیال و انتقال حرارت در انواع دو فازی گرمای نهان تبخیر سیال در قسمت تبخیر کننده و همچنین ساختار فتیله ای این قسمت می‌باشد.
جریان حرارتی به دیواره خارجی اواپراتور برخورد نموده و از طریق هدایت (Conduction) به یک ساختار فتیله ای متخلخل که تر می‌باشد انتقال می‌یابد که این ساختار در دیواره داخلی اواپراتور قرار دارد. بخش اصلی این جریان حرارتی در فرایند تبخیر در سطح فتیله متخلخل باقی مانده و بخش دیگر آن به روش هدایت و جابجایی (Conducto-Convection) از طریق فتیله متخلخل به مخزن ذخیره (Reservoir) منتقل می‌گردد. وجود نیروی محرکه مویین (لوله مویین) و گرمای نهان تبخیر در اواپراتور و گرمای نهان میعان در کندانسور، از دلایل برقراری جریان حرارتی میان تبخیر کننده و کندانسور می‌باشد. لوله گرمایی حلقوی به علت بالانس حرارت خالص در مخزن ذخیره به‌طور خودکار از نظر حرارتی تنظیم می‌گردد. جریان حرارتی که به روش هدایت و جابجایی از طریق ساختار فتیله ای متخلخل به مخزن ذخیره انتقال یافته با مقدار معینی از مایع مادون سرد که به این مخزن می‌آید، جبران می‌شود که این وابسته به دمای عملکرد LHP می‌باشد. فرایند تبخیر در سطح فتیله متخلخل در تماس با کانال اواپراتور یک قوس (Menisci) مایع/بخار در فتیله ایجاد می‌کند. این قوس یک نیروی موئین ایجاد می‌کند که باعث ایجاد جریان مایع از طریق فتیله متخلخل و از مخزن ذخیره تا اواپراتور بدون نیاز به پمپ می‌گردد. در اینجا حلقه جریان تکمیل می‌گردد.
متداول‌ترین خنک‌کننده‌های مورد استفاده در LHPها آمونیاک بی آب و پروپیلن هستند. LHPها کنترل دقیق حجم مخزن، کندانسور، بخار و خطوط مایع ساخته می‌شوند در نتیجه همیشه مایع برای فتیله موجود است. به‌طور کلی اندازه منافذ کوچک و قابلیت پمپاژ مویرگی بالا در یک فتیله ضروری است. هنگام طراحی لوله گرمایی یا لوله گرمایی حلقوی باید توازن در قابلیت پمپاژ فتیله و نفوذ پذیری فتیله وجود داشته باشد.

## انواع
انواع کلی لوله‌های گرمایی حلقوی عبارت اند از:
- LHPهای قابل کنترل
- LHPهای دارای شار حرارتی بالا (High Heat Flux LHP)
- LHPهای برگشت‌پذیر
- LHPهای انشعابی (Ramified)
- LHP مینیاتوری[۳]